# Out of My Mind (film)
Out of My Mind  è un film del 2024 diretto da Amber Sealey e tratto dal romanzo omonimo di Sharon M. Draper.

## Trama
Melody è una ragazzina affetta da paralisi cerebrale che frequenta la prima media. Con l'aiuto di una tecnologia assistiva, Melody riesce a dimostrare che ciò che ha da dire è molto più importante di come lo dice.

## Produzione
Il film è stato girato principalmente a Toronto in Canada.

## Distribuzione
Il film sarà distribuito sulla piattaforma Disney+ a partire dal 22 novembre 2024.